# خنك العظم (خنك العظم)
خنك العظم هو دُوَّار يقع بجماعة رأس أومليل، إقليم كلميم، جهة كلميم واد نون في المملكة المغربية. ينتمي الدوّار لمشيخة خنك العظم التي تضم 3 دواوير. يقدر عدد سكانه بـ 215 نسمة حسب الإحصاء الرسمي للسكان والسكنى لسنة 2004.
يقع بدوار خنك العظم زاوية وقبر سيدي محمد المُوساوي.

## تاريخ
في سنة 1934، قامت القوات الفرنسية بتشييد ثكنة عسكرية كبيرة قرب خنك العظم، ولاتزال الآثار المتبقية من هذه الثكنة موجودة إلى يومنا هذا.

## روابط خارجية
- البوابة الوطنية للجماعات الترابية نسخة محفوظة 12 مارس 2018 على موقع واي باك مشين.
- المندوبية السامية للتخطيط